# Fohlenhof (Colmberg)
Fohlenhof war ein Gemeindeteil des Marktes Colmberg im Landkreis Ansbach (Mittelfranken, Bayern). Heute ist das denkmalgeschützte Anwesen Haus Nr. 7 der Colmberger Ortsstraße Am Fohlenhof.

## Geografie
Die Einöde lag ursprünglich 200 Meter östlich der Colmberger Kernsiedlung am Rande des sich im Norden und Westen anschließenden Gemeindewald auf einer Höhe von 453 m ü. NHN. Im Osten grenzte das Koohfeld an. Zu dem Anwesen selber gehörten keine Acker- oder Grünflächen.

## Geschichte
Das Anwesen war ursprünglich ein Revierförsterhaus des ansbachischen Oberamtes Colmberg. Seit dem 18. Jahrhundert wurde das Anwesen für die Fohlenzucht genutzt und war dem Fürstentum Ansbach direkt unterstellt. Unter der preußischen Verwaltung (1792–1806) des Fürstentums erhielt das Anwesen bei der Vergabe der Hausnummern die Nr. 72 des Ortes Colmberg. Zugleich wurde Fohlenzucht aufgehoben.
Im Rahmen des Gemeindeedikts wurde Fohlenhof dem 1808 gebildeten Steuerdistrikt Colmberg und der 1810 gegründeten Ruralgemeinde Colmberg zugeordnet. In den amtlichen Verzeichnissen nach 1888 wurde der Ort nicht mehr aufgeführt.

### Baudenkmal
- Am Fohlenhof 7: Ehemaliges Forsthaus mit Scheune, Nebengebäude und Gartenmauer[6]

### Einwohnerentwicklung
| Jahr      | 001836 | 001840 | 001861 | 001871 | 001885 |
| Einwohner | 9      | 9      | *      | 8      | 12     |
| Häuser    | 2      | 2      |        |        | 2      |
| Quelle    | [ 8 ]  | [ 9 ]  | [ 10 ] | [ 11 ] | [ 12 ] |

## Religion
Die Einwohner evangelisch-lutherischer Konfession sind nach St. Ursula (Colmberg) gepfarrt.

## Weblink
- Fohlenhof in der Ortsdatenbank des bavarikon, abgerufen am 19. August 2021.